# N'Tjiba
N'Tjiba és una comuna o municipi del cercle de Kati de la regió de Koulikoró, a Mali. A l'abril de 2009 tenia una població censada de 21.792 habitants.
Està situada al sud-oest del país, prop de la capital nacional, Bamako, i de la frontera amb la República de Guinea.